# Hida (Gifu)
Hida (飛騨市, Hida-shi) est une ville située dans la préfecture de Gifu, au Japon.

## Géographie

### Situation
Hida est située dans le nord de la préfecture de Gifu, dans les monts Hida.
Elle est à l'origine de l'appellation du boeuf de Hida - hida-gyu - viande bovine persillée réputée qui rivalise avec le boeuf de Kobé.

### Municipalités limitrophes
| Nanto     | Toyama   | Toyama   |
| Shirakawa | Hida     | Toyama   |
| Takayama  | Takayama | Takayama |

### Démographie
En février 2021, la population était de 23 398 habitants, répartis sur une superficie de 792,53 km2.

### Climat
La ville a un climat caractérisé par des étés chauds et humides et des hivers doux. La température annuelle moyenne à Hida est de 10,6 °C. La pluviométrie annuelle moyenne est de 2 049,7 mm, juillet étant le mois le plus humide.

## Histoire
La ville de Hida a été créée en 2004 de la fusion des anciens bourgs de Furukawa et Kamioka et des anciens villages de Kawai et Miyagawa.

## Culture locale et patrimoine
- Keta Wakamiya-jinja

## Transports
Hida est desservie par la ligne principale Takayama de la JR Central. La gare de Hida-Furukawa est la principale gare de la ville.

## Jumelages
Hida est jumelée avec :
- Leutasch (Autriche)
- Libin (Belgique)
- Xingang (Taïwan)